# Крузиус, Отто
Отто Крузиус (нем. Otto Crusius; 1857—1918) — немецкий филолог.

## Биография
Был профессором в Тюбингене, Гейдельберге и Мюнхене. Преподавал в лейпцигской школе Святого Фомы. Его главные труды: исследования о сборниках греческих пословиц — «Analecta ad proemigraphos graecos» (1884); «Plutarchi de proverbiis Alexandrinorum libellus» (Тюбинген, 1887—1895); «Zur handschriftlichen Ueberlieferung, Kritik und Quellenkunde d. Parömiographen» (Лпц., 1892); «Beiträge zur griechischen Religionsgeschichte» (1886); «Die delphischen Hymnen» (1894).